# Nürtingen
Nürtingen est une ville située en République fédérale d'Allemagne dans le Land du Bade-Wurtemberg.

## Histoire
| Appartenances historiques Comté de Wurtemberg 1251-1442 Comté de Wurtemberg-Stuttgart 1442-1482 Comté de Wurtemberg 1482-1495 Duché de Wurtemberg 1495-1803 Électorat de Wurtemberg 1803–1806 Royaume de Wurtemberg 1806–1918 République de Weimar 1918–1933 Reich allemand 1933–1945 Allemagne occupée 1945–1949 Allemagne 1949–présent |

Friedrich Hölderlin grandit au village de Nürtingen, où sa mère s’était remariée, et dont la situation gracieuse au bord du Neckar resta toujours présente à son imagination.

## Jumelages
- Oullins (France)

## Monuments
Il y a plusieurs monuments importants comme la mairie construite en 1787 et terminée en 1791 ou encore die Blockturm (ancienne prison où l'on accrochait les pieds des prisonniers dans des blocs de bois pour les empêcher de s'enfuir). On trouve aussi plusieurs églises protestante et une église catholique.